# دوري كرة القدم الإنجليزي 1906–07
دوري كرة القدم الإنجليزي 1906–07 هو موسم من دوري كرة القدم الإنجليزي. أقيم خلال الفترة 1 سبتمبر 1906 وحتى 27 أبريل 1907، وفاز فيه نيوكاسل يونايتد.